# اولد اسکوبارز (تگزاس)
اولد اسکوبارز (به انگلیسی: Old Escobares) یک منطقهٔ مسکونی در ایالات متحده آمریکا است که در تگزاس واقع شده‌است. اولد اسکوبارز ۹۷ نفر جمعیت دارد.